# Juego de amor prohibido
Juego de amor prohibido, Forbidden love game en su versión en inglés, es una película dramática dirigida en 1975 por Eloy de la Iglesia. Protagonizada en sus roles principales por Javier Escrivá, Inma de Santis, Simón Andreu y John Moulder-Brown. 
Fue la octava película del director vasco y la última de su filmografía rodada durante el Franquismo y una de las que más sufrió la censura cinematográfica. Los 42 cortes que tuvo dificultan la comprensión de la trama.
No obstante Juego de amor prohibido destaca por presentar con claridad el estilo narrativo que predominará en los trabajos posteriores del realizador.

## Argumento
Don Luis (Javier Escrivá) es un profesor de 45 años que está impartiendo las últimas clases en una universidad española de mediados de los años 70 antes de las vacaciones. Julia (Inma de Santis) y Miguel (John Moulder-Brown), dos de sus alumnos que son hermanos, están impacientes para finalizar las clases y empezar las vacaciones de verano. Ambos planean fugarse de la casa familiar, ya que mantienen una relación incestuosa. De vuelta a casa con su coche, el profesor se topa con ambos alumnos mientras hacen autoestop y decide recogerlos ofreciéndoles que pasen la noche en casa para que prosigan su viaje al día siguiente. La pareja acepta.
Luis vive en una lóbrega y aislada casa señorial, rodeada por un gran jardín. Último heredero de una acaudalada familia, el anfitrión enseña a los jóvenes la casa, una colección de armas de fuego y algunas curiosidades como ediciones exclusivas de las obras de Wagner. En la casa, además del anfitrión, habita Jaime (Simón Andreu), un hombre de unos treinta años con quien Luis claramente mantiene una relación "especial", comportándose como un sirviente. Después de una deliciosa cena, Luis lleva a los dos jóvenes a una habitación en la que ambos van a dormir juntos por primera vez. Julia y Miguel hacen el amor mientras Luis y Jaime pasan la noche en las inmediaciones.
A la mañana siguiente, cuando Julia y Miguel quieren salir de la casa para proseguir su escapada, Luis lo impide y los amenaza con un arma de fuego. Finalmente logra encerrarlos en el sótano. Con el paso de los días el anfitrión, con la complicidad y ayuda de Jaime, amenaza, humilla o azota a los jóvenes, lo que motiva varios intentos de fuga de la pareja, incluido un intento con una pistola de fogueo.  
Tras las vacaciones, Luis debe retomar su trabajo y sus conferencias. Ante la denuncia por la desaparición de los dos hermanos, la policía acude a la universidad para interrogar a estudiantes y profesores en busca de pistas sobre su paradero. Uno de los compañeros de clase revela que Julia y Miguel, hermano y hermana, mantenían una relación entre ambos y habían elaborado un plan para huir con el fin de satisfacer su amor incestuoso. Aprovechando la ausencia de Luis, Miguel y Julia tienden una emboscada a Jaime para hacerle hablar: en realidad es un criminal fugitivo al que Luis dio cobijo, convirtiéndolo en su criado, y se encuentra obligado a vivir encerrado en la casa mientras las autoridades lo están buscando en otra parte.  
Al volver Luis a casa los tres jóvenes han conspirado contra él para convertirlo en su prisionero y cambiar las tornas. Julia y Miguel son ahora libres para marcharse pero, en lugar de ello, deciden permanecer en la casa, saqueando la sala de estar, con el objetivo de dominar, extorsionar y humillar a Luis. Al acabarse las provisiones, Miguel, disfrazado, se marchará a la ciudad para comprar ropa y comida cara. Durante su ausencia Jaime logra seducir a Julia y, finalmente, acostarse con ella. Los tres jóvenes comienzan a mantener juegos eróticos a tres bandas. Mientras tanto, en la bodega, Luis intenta suicidarse cortándose las muñecas aunque los jóvenes lo descubren. Miguel quiere llamar a una ambulancia, pero Jaime, violentamente, lo impide. Ambos hombres mantienen una lucha aunque acaban siendo separados por Julia. De vuelta al sótano Julia escucha las últimas palabras de Luis que le ruega que lo deje morir, cosa que finalmente sucede.  
Al día siguiente los tres jóvenes arrojan el cadáver de Luis en el lago situado en el jardín. En las últimas escenas de la película los tres jóvenes se encuentran todavía en la casa, Julia toma con claridad el dominio sobre los dos hombres, y Wagner es sustituido por la música rock. 

## Reparto
- Javier Escrivá - Don Luis
- John Moulder-Brown - Miguel
- Inma de Santis - Julia
- Simón Andreu - Jaime
- Joaquín Pamplona
- Blaki - Damián
- Paul Benson
- Francisco J. Escrivá
- María José Parra
- Ignacio Campos
- Carlos Larrañaga Jr.

## Producción
Rodada en localizaciones de Madrid, Juego de amor prohibido fue, según su director, una de las películas más censuradas de su filmografía rodada en el final del Franquismo. Con un clima morboso, en el que se mezclan temáticas complejas como el totalitarismo, la dominación o el incesto, incluye desnudos de su elenco principal (Inma de Santis, John Moulder-Brown y Simón Andreu) algo poco frecuente en el cine español destinado a su exhibición comercial en la España de la época. La película se estrenó en pantallas de España (en 1975) e Italia (en 1978) aunque, posteriormente, se ha editado en DVD a nivel internacional.

"Desempeño el papel protagonista y somos un chico y una chica que nos escapamos del colegio para vivir libremente nuestras relaciones. El argumento es un poco complicado, más o menos nos acoge un señor en su casa y poco a poco se produce un cambio de poder de él a mí".
Inma de Santis, sobre Juego de amor prohibido en Diario Vasco (1975) 

## Recepción
La película cuenta en general con críticas positivas en los portales de información cinematográfica, destacándose, en general, la audacia de la propuesta. IMDb, basándose en 88 valoraciones, le otorga una puntuación de 6,6 sobre 10. FilmAffinity España, tomando como referencia 183 votos, la valora con un 5,4 sobre 10.
Luis Martínez, en las páginas del diario El País, la cataloga como "una producción dedicada a reventar, como una infección mal curada, en la conciencia de un tiempo de despertares políticos, sociales e íntimos. (...) El director hurga con saña y rabia en el erotismo apenas descubierto. Un profesor rapta a dos jóvenes y empieza el agobio. Más que una película, un acta notarial de los silencios de una época".